# Acoumétrie
L’acoumétrie est un examen qualitatif de l'audition permettant de faire le diagnostic et distinguer rapidement le type de surdité ou d'hypoacousie dont souffre un patient, avant de pratiquer un examen audiométrique quantitatif, plus approfondi.

## Acoumétrie à la voix haute et chuchotée
La voix haute non perçue distinctement à une distance de 6 mètres témoigne d'une surdité moyenne et d'une surdité profonde à moins d'un mètre. La voix chuchotée non perçue distinctement à 1 mètre serait la preuve d'une surdité débutante et d'une surdité profonde à 10 centimètres.

## Épreuve de Bing-Aubry
Ce test d'obstruction consiste en la comparaison de la perception sonore entre la conduction osseuse à conduit auditif externe ouvert (conduction osseuse relative) et la conduction osseuse à conduit auditif fermé (conduction osseuse absolue). La surdité de perception est marquée par une conduction osseuse absolue meilleure que la conduction osseuse relative. La surdité de transmission n'influe pas sur ces conductions.

## Acoumétrie au diapason
Le diapason permet de réaliser simplement des tests auditifs de dépistage simple et rapide. Après un choc sur l'une des branches, il émet une vibration sonore sinusoïdale amortie de fréquence définie (128 Hz, 256 Hz, 1024 Hz ou plus rarement 4096 Hz).

### Test de Schwabach
Il mesure le temps de conduction osseuse de chaque oreille, en appliquant le diapason sur la mastoide,. Il est considéré comme normal pour une durée approximative de 30 secondes. Il peut être apprécié par l'examinateur, par comparaison, en portant le diapason sur l'une de ses propres mastoïdes. Ce temps est raccourci en cas de surdité de perception.

Exploration de la conduction aérienne au diapason.

### Épreuve de Rinne
C'est l'épreuve essentielle de l'acoumétrie au diapason,. Elle compare la durée de la conduction osseuse (CO) à la durée de la conduction aérienne (CA). La seconde est normalement le triple de la première. La stimulation sonore est normalement mieux perçue par voie aérienne.
Le diapason porté sur la mastoïde puis à quelques centimètres du pavillon de l'oreille du même côté lorsque les vibrations ne sont plus perçues.
Le "Rinne" est dit positif (ou nul) lorsque la perception sonore aérienne est meilleure que la conduction osseuse.
Le "Rinne" est dit négatif lorsque la perception sonore aérienne est moins bonne que la perception sonore en conduction osseuse.
| Audition normale                                                                           | Surdité de transmission                                                                           | Surdité de perception |
| ------------------------------------------------------------------------------------------ | ------------------------------------------------------------------------------------------------- | --- |
| La vibration aérienne est entendue après la fin de la perception de la conduction osseuse. | La vibration aérienne n'est plus entendue après la fin de la perception de la conduction osseuse. | La vibration aérienne est entendue après la fin de la perception de la conduction osseuse (tant que la surdité reste partielle). |
| CA > CO                                                                                    | CA < CO                                                                                           | CA = CO |
| Rinne positif ou nul                                                                       | Rinne négatif                                                                                     | Rinne positif ou nul |

### Épreuve de Weber
Le pied du diapason est appliqué sur le sommet du front ou le vertex et permet de comparer simultanément la conduction osseuse des deux oreilles. Le sujet normal perçoit le son de manière identique des deux côtés ou ne peut préciser le côté où il perçoit le mieux les vibrations.
Si le son est mieux perçu de l'oreille malade (ou du côté le plus atteint, si la surdité est bilatérale), on dit que le "Weber est latéralisé du côté malade". Il s'agit d'une surdité de transmission .
Si le son est mieux perçu de l'oreille saine (ou du côté le moins atteint, si la surdité est bilatérale), on dit que le "Weber est latéralisé du côté sain". Il s'agit d'une surdité de perception unilatérale .

### Épreuve de Lewis
Elle compare conduction cartilagineuse et conduction osseuse, en plaçant le diapason successivement sur la mastoïde puis sur le tragus.

### Signe de Bonnier
Le son du diapason posé sur une surface osseuse à distance du crâne est perçu par l'oreille qui présente une lésion de l'oreille moyenne (notamment en cas d'ankylose stapédo-vestibulaire).